# 野間岬ウインドパーク発電所
野間岬ウインドパーク発電所（のまざきウインドパークはつでんしょ）は鹿児島県南さつま市笠沙町の野間岬にある、九州電力が運営していた風力発電所。

## 概要
3期に分けて三菱重工製の風力発電機10基が設置され、2010年5月現在の発電能力は合計3000キロワットである。設置当初は九州電力の風力発電の実証プラントという位置づけであった。1998年3月に第1期として1号機・2号機が稼働し、1999年3月に第2期として3～5号機が稼働、2003年3月に第3期の6～10号機が稼働した。川内発電所から運転状況の監視を行っていた。2019年3月に廃止。同年内に風力発電機が解体された。

### 諸元
- 所在地：鹿児島県南さつま市笠沙町字野間池
- 発電所名：野間岬ウインドパーク発電所
- 発電量：一基当たり300kW
- 発電所出力：3000kW
- 発電機数：10基